# Møre og Romsdal megye

Møre og Romsdal elhelyezkedése Norvégiában.

Møre og Romsdal Norvégia egyik megyéje (norvégül fylke), a nyugati Vestlandet földrajzi régió északi részén.
Közigazgatási központja a 24 421 lakosú (2004) Molde.
Területe 15 121 km², ezzel Norvégia megyéi közt a 11. legnagyobb. (Másfélszer akkora, mint a legnagyobb magyar vármegye, Bács-Kiskun). Lakossága 246 772 (2007), Norvégiában a nyolcadik legnépesebb (annyi, mint a második legkevésbé népes magyar vármegye, Tolna lakossága).

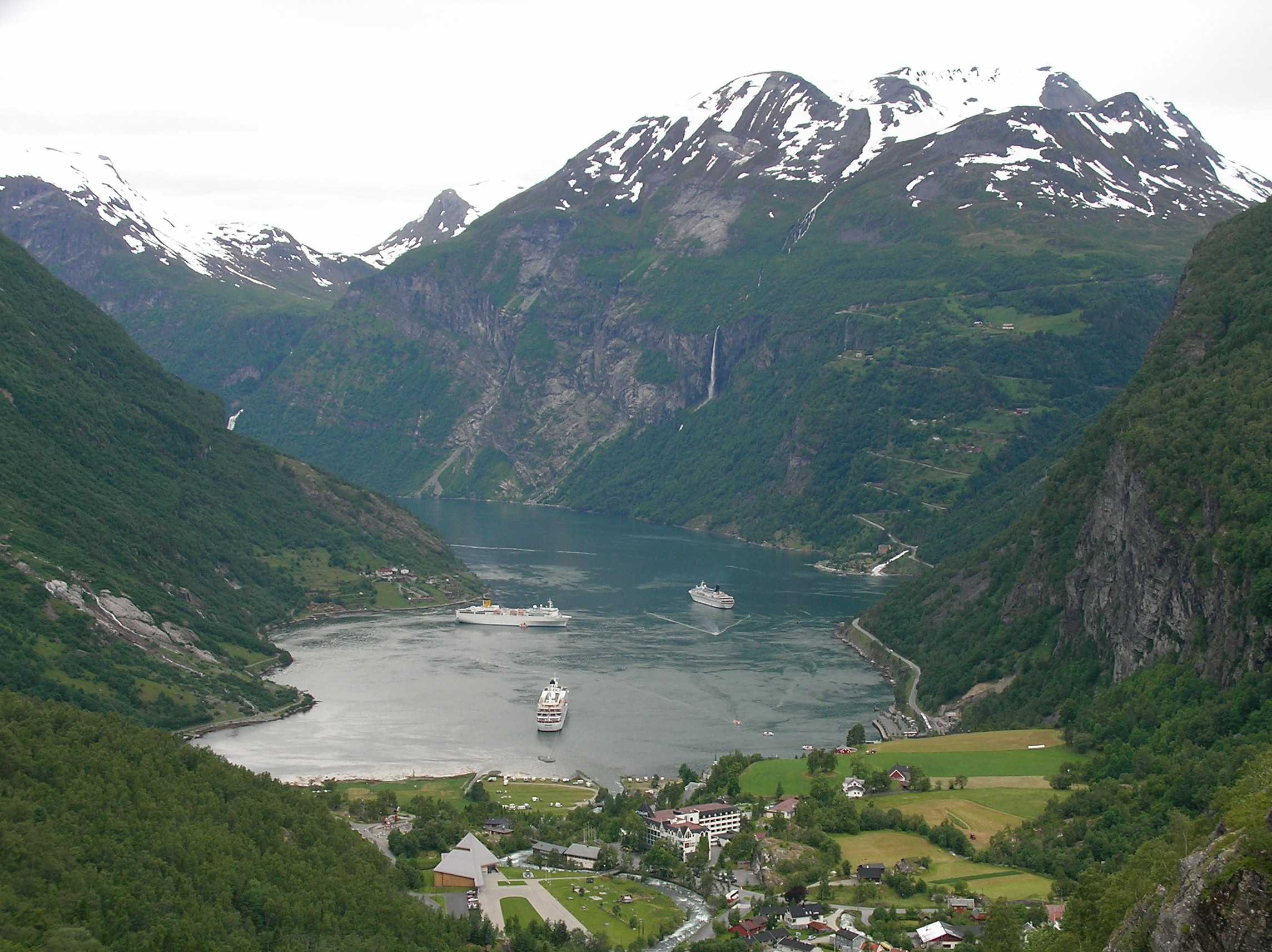
A Geiranger-fjord Møre og Romsdalban.

A megyét sok fjord tagolja és sok lakott sziget tartozik hozzá, ezért hajóforgalma élénk. A fő helyi komptársaság, az MRF 1921 óta létezik.

## Neve
Nevét 1936-ban kapta. Møre Nordmøre és Sunnmøre régiókra utal, a név utolsó eleme Romsdal régióra.
1919-ig a megye neve Romsdal amt volt (amt a „megye” jelentésű fylke helyett régebben használt szó), 1919 és 1935 között Møre fylke.

## Címere
A megye 1978-ban született címere három vikinghajót ábrázol, amelyeknek árbócai kereszteket képeznek. A hármas szám a megye három régióját jelképezi.

## Régiói
A megye a következő hagyományos régiókból áll: északon Nordmøre, középen Romsdal, délen Sunnmøre. Kereskedelmi és kulturális kapcsolataik ellenére ezek a régiók hagyományosan egymással rivalizálnak. Történetileg egymáshoz fűződő kapcsolataik gyengébbek, mint azok a kötelékek, amelyek Nordmøret az északibb Sør-Trøndelaghoz, Romsdalt a keletibb Opplandhoz, illetve Sunnmøret a délibb Sogn og Fjordanehoz fűzik. Ennek nyomait őrzik a három régió nyelvjárásainak különbségei is.

## Községei
Møre og Romsdalhoz a következő községek tartoznak:
| 1. Ålesund 2. Aukra 3. Aure 4. Averøy 5. Eide 6. Fræna 7. Frei (2008. január 1-jén Kristiansunddal egyesítették) 8. Giske 9. Gjemnes 10. Halsa 11. Haram 12. Hareid 13. Herøy 14. Kristiansund 15. Midsund 16. Molde 17. Nesset 18. Norddal 19. Ørskog | 1. Ørsta 2. Rauma 3. Rindal 4. Sande 5. Sandøy 6. Skodje 7. Smøla 8. Stordal 9. Stranda 10. Sula 11. Sunndal 12. Surnadal 13. Sykkylven 14. Tingvoll 15. Tustna (Egyesült Auréval) 16. Ulstein 17. Vanylven 18. Vestnes 19. Volda |